# Narrativa interativa
Narrativa interativa (também conhecido como drama interativo) é uma forma de entretenimento digital no qual o roteiro não é definitivo ou predeterminado. O autor cria o cenário, personagens e situação que a narrativa deve abordar, mas o usuário (leitor ou jogador) experiencia uma história única baseada em suas decisões e interação.
É realizado em uma plataforma de transmissão ao vivo, desenvolvida com a arquitetura de um programa de simulador de andar, que inclui um gerenciador da história, modelo de usuário e um modelo de agente para controlar, respectivamente, aspectos da produção narrativa, peculiaridades do jogador e o conhecimento e comportamento da personagem, pessoa que está produzindo o vídeo ou áudio interativo.